# WEC 8
WEC 8: Halloween Fury 2 foi um evento de artes marciais mistas promovido pelo World Extreme Cagefighting em 17 de outubro de 2003 no Palace Indian Gaming Center em Lemoore, California.

## Background
O evento principal viu Cole Escovedo defender seu Cinturão Peso Pena do WEC contra Anthony Hamlett.

## Resultados
- Richard Montoya vs. Travis Stuart

Montoya derrotou Stuart por Finalização (mata leão) no primeiro round.
- Luta de Peso Meio Médio:  Jason Von Flue vs.  Chris Irvine

Von Flue derrotou Irvine por Finalização (triângulo de braço) aos 2:04 do primeiro round.
- Luta de Peso Leve:  Olaf Alfonso vs.  Randy Bower

Alfonso derrotou Bower por Finalização (chave de braço) aos 3:05 do primeiro round.
- Luta de Peso Meio Médio:  Ryan Schultz vs.  Hannibal Adofo

Schultz derrotou Adofo por Nocaute (soco) aos 0:25 do primeiro round.
- Sean Liddell vs.  Chris Saunders

Liddell derrotou Saunders por Nocaute Técnico (interrupção do córner) aos 5:00 do primeiro round.
- Fernando Gonzalez vs. Mike Castillo

Gonzalez derrotou Castillo por Nocaute Técnico (socos) aos 1:27 do primeiro round.
- Luta de Peso Leve:  Poppies Martinez vs.  AJ Wieman

Martinez derrotou Wieman por Finalização (mata leão) aos 2:01 do primeiro round.
- Luta de Peso Médio:  Chris Leben vs.  Brian Sleeman

Leben derrotou Sleeman por Finalização (chave de braço) aos 3:15 do primeiro round.
- Luta de Peso Meio Médio:  Tom Owens vs.  Tony Alanis

Owens derrotou Alanis por Finalização (triângulo com chave de braço) aos 1:49 do primeiro round.
- Luta de Peso Pesado:  Doug Marshall vs.  Anthony Fuller

Marshall derrotou Fuller por Finalização (socos) aos 0:32 do primeiro round.
- Luta pelo Cinturão Peso Meio Médio do WEC:  Shonie Carter vs.  J.T. Taylor

Carter derrotou Taylor por Decisão Unânime após 3 rounds para se tornar o novo Campeão Meio Médio do WEC.
- Luta de Peso Pesado:  Mike Kyle vs.  Jerry Vrbanovic

Kyle derrotou Vrbanovic por Nocaute (socos) aos 0:12 do primeiro round.
- Luta pelo Cinturão Peso Pena do WEC:  Cole Escovedo (c) vs.  Anthony Hamlett

Escovedo derrotou Hamlett por Nocaute Técnico (socos) aos 1:30 do segundo round para manter o Cinturão Peso Pena do WEC.

## Ligações Externas
- WEC 8 Results at Sherdog.com